# エルヴィン・シャルガフ
エルヴィン・シャルガフ（Erwin Chargaff, 1905年8月11日 - 2002年6月20日）は、オーストリア出身の生化学者である。ナチス統治下の母国を離れ、フランスのパスツール研究所勤務を経て1935年にアメリカに移住した。注意深い実験により、DNAの二重らせん構造の発見につながる法則やシャルガフの規則を発見した。

## 生い立ち
オーストリア＝ハンガリー帝国・ブコヴィナのチェルノヴィッツに生まれた。1923年から1928年まで、ウィーンで化学を専攻し、博士の学位を取得した。1928年から1930年まで、イェール大学において有機化学者として勤務した。1930年から1934年の間、シャルガフはヨーロッパに戻り、1933年まではベルリン大学細菌学および公衆衛生学部で化学を教え、その後、パリのパスツール研究所で研究助手を務めた。1928年にVera Broidと結婚し、一人息子（Thomas）をもうけた。1940年にアメリカ市民権を取得した。

## コロンビア大学にて
1935年、エルヴィンはニューヨークに移住し、コロンビア大学生化学科で研究助手としての職を得た。1938年に助教授、1952年には教授になった。1970年から1974年まで学科長を務めた後、退職した。退職後はルーズベルト病院に研究室を構え、1992年まで仕事を続けた。1992年にはその職も辞した。
コロンビア大学時代は、クロマトグラフィーを用い、DNAなどの核酸の研究に重要な役割を果たす多くの科学論文を発表した。1944年にオズワルド・アベリーによって遺伝の基礎となる分子がDNAであると同定されたことにより、シャルガフはDNAに興味を持つようになった。1950年、DNA中のアデニンとチミンの量がほぼ等しいこと、そして同様にシトシンとグアニンの量が等しいことを発見した。これは後にシャルガフの経験則として知られるようになった。

## シャルガフの経験則
シャルガフは、研究人生の中でシャルガフの経験則と呼ばれることになった2つの法則を提案した。
1つ目の、そして最もよく知られたものは、生物の持つDNAにおいてはアデニン（A）の数とチミン（T）の数が等しく、シトシン（C）の数とグアニン（G）の数が等しいというものである。例えばヒトのDNAでは、A＝30.9％、T＝29.4％、C＝19.8％、G＝19.9％となっている。この事実は、DNAに含まれる4種類の塩基（A、T、C、G）が、AとT、CとGの塩基対を形成していることを強力に示唆しているが、シャルガフ自身はこの関係に気付かなかった。この研究はテトラヌクレオチド仮説（Phoebus Leveneによる、広く受け入れられていた仮説で、DNAはATCGの多数の繰り返しから構成されている、とする仮説である）の反証となった。それまでの多くの研究者は塩基比の等モル（A＝T＝C＝G）からの逸脱を実験誤差と考えていたが、シャルガフはその差が実在のものであり、一般に［C+G］の存在量のほうがわずかに少ないと発表した。シャルガフはこれらの結果を、新しく開発されたペーパークロマトグラフィーや紫外線分光光度計を用いて入手した。1952年にシャルガフはケンブリッジでフランシス・クリックとジェームズ・ワトソンに会い、これらの結果を伝えた。シャルガフの研究結果は後に、ワトソンとクリックによるDNAの二重らせん構造の発見につながった。
2つ目の法則は、生物の種ごとにDNAの塩基（A、T、C、G）の構成比は異なる、というものであった。このような分子的な変異の存在は、遺伝子の本体として、タンパク質よりDNAの方が相応しいことを予想させた。
DNAの分子構造の発見につながるこれらの重要な業績のほかに、シャルガフの研究室ではアミノ酸、イノシトール、血液凝固、脂質、リポタンパク質の代謝や、ホスホトランスフェラーゼの生合成の研究も行った。

## 受賞歴
- 1949年 パスツールメダル
- 1963年 ハイネケン賞、シャルル＝レオポール・メイエ賞
- 1973年 グレゴール・メンデル・メダル
- 1974年 アメリカ国家科学賞